# Baal (Nederland)
Baal is een buurtschap in Nederland en hoort bij het Gelderse dorp Haalderen. De buurtschap ligt in het oosten van landstreek de Betuwe en hoort bij de gemeente Lingewaard. Baal ligt ten noordwesten van de bebouwde kom van Haalderen en ten oosten van de bebouwde kom van Bemmel. Ten noorden van Baal ligt een bedrijventerrein van de stad Huissen. 

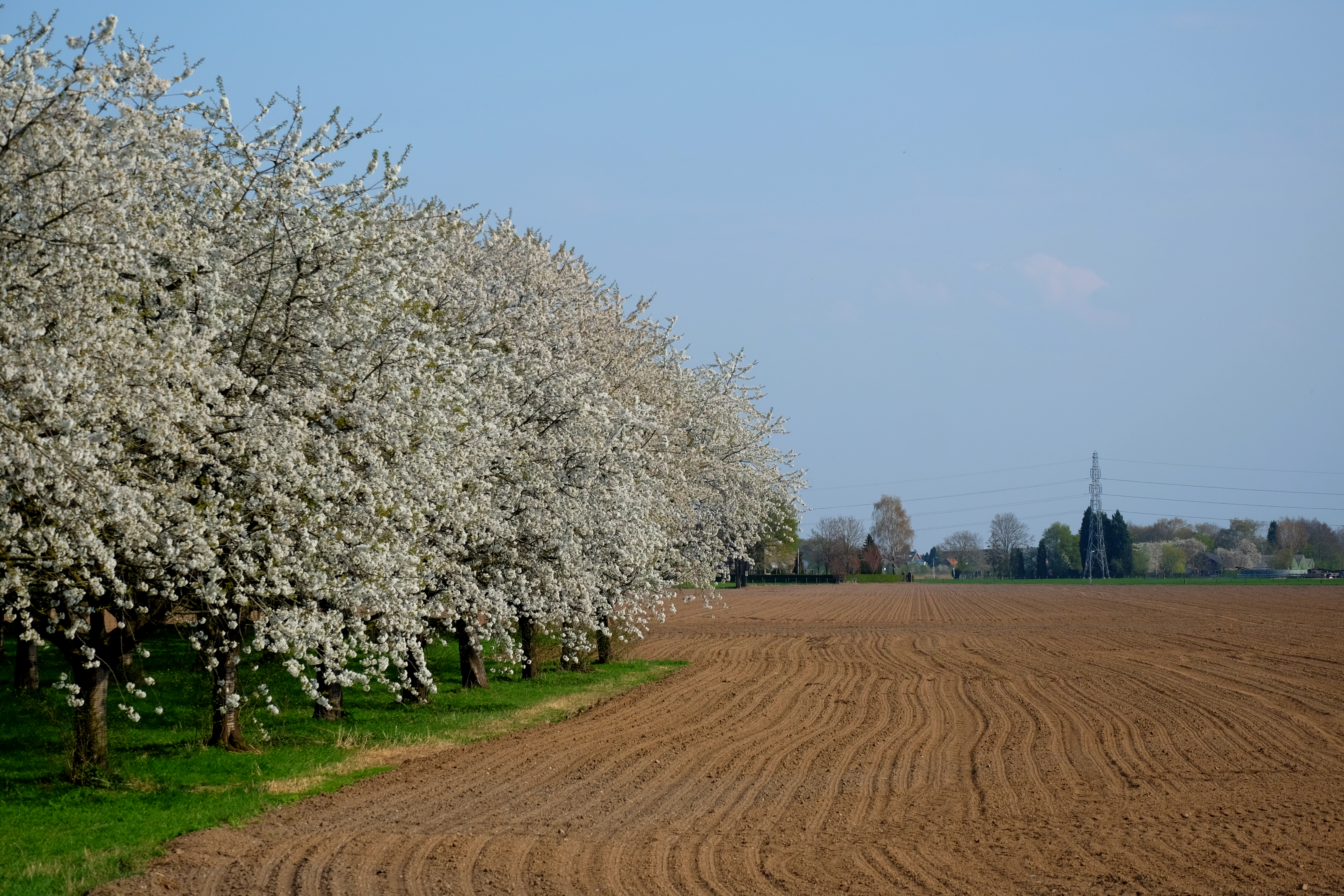
Zicht op Baal vanaf Bemmel

Dorpen: Angeren · Bemmel · Doornenburg ·  Gendt · Haalderen · Huissen · Ressen

Buurtschappen: Baal · Bergerden · Boerenhoek · Doornik · Flieren · Hoeve · Honderdmorgen · Hulhuizen · Kapel · Klein Baal · Kommerdijk · Looveer · De Pas (Bemmel) · De Pas (Doornenburg) · Sterreschans · Vossenpels (deels) · Het Zand · Zandheuvel · Zandvoort